# Ana Pavlovska-Daneva
Ana Pavlovska-Daneva (mazedonisch Ана Павловска-Данева; * 22. Februar 1973 in Skopje) ist eine nordmazedonische Juristin. Seit 2024 ist sie Richterin am Verfassungsgerichtshof der Republik Nordmazedonien und war von 2011 bis 2014 Abgeordnete im Parlament der Republik Nordmazedonien.

## Leben und Wirken
Pavlovska-Daneva, Tochter des nordmazedonischen Journalisten und Schriftsteller Jovan Pavlovski, studierte nach ihrem Schulabschluss in Skopje zunächst für ein Jahr Rechtswissenschaften an der Lomonossow-Universität Moskau. Sie erkannte aber bald, dass das russische und das nordmazedonische Rechtssystem zu unterschiedlich sind und sie mit einem russischen Studienabschluss in Nordmazedonien nicht als Juristin hätte praktizieren können. Folglich wechselte sie an die Universität Skopje, wo sie 1993 ihren Abschluss machte. 1998 folgte der Erwerb des Mastertitels. Anschließend arbeitete sie an der Universität Skopje als Dozentin für Verwaltungsrecht.
Nach einem Forschungsaufenthalt an der Florida State University im Jahr 2003 schloss sie 2004 in Skopje mit einer Arbeit über Verwaltungsverträge ihre Promotion zu Dr. iur. ab. Anschließend wurde sie zur Assistenzprofessorin ernannt, 2009 stieg sie zur außerplanmäßigen Professorin auf. Von 2011 bis 2014 war Pavlovska-Daneva Abgeordnete im nordmazedonischen Parlament. Gleichzeitig war sie Leiterin der Delegation der Versammlung der Republik Mazedonien bei der Parlamentarischen Versammlung der OSZE. 2013 wurde sie an der Universität Skopje zur ordentlichen Professorin für Verwaltungsrecht und öffentliche Verwaltung ernannt. Ihre Forschungsschwerpunkte lagen im Verwaltungs- und Verwaltungsverfahrensrecht, im Antikorruptionsrecht, im Beamtenrecht und im Informationsfreiheitsrecht. Seit 2016 war sie Leiterin des Instituts für Politische und Rechtspolitische Studien und Mitglied des Vorstands der rechtswissenschaftlichen Fakultät. Von 2017 bis 2023 leitete sie die nordmazedonische Delegation bei der GRECO.
Im Februar 2024 wurde Pavlovska-Daneva zur Richterin am Verfassungsgerichtshof der Republik Nordmazedonien gewählt.
Pavlovska-Daneva ist verheiratet mit dem mazedonischen Juraprofessor Darko Danev, mit dem sie zwei Söhne hat.